# Veľký Slivník
Veľký Slivník és un poble i municipi d'Eslovàquia. Es troba a la regió de Prešov, al nord del país.

## Història
La primera referència escrita de la vila data del 1282.

## Demografia
| Godina             | 1994 | 2004    | 2014   | 2024   |
| ------------------ | ---- | ------- | ------ | ------ |
| Nombre de persones | 284  | 316     | 341    | 324    |
| Diferència         |      | +11,26% | +7,91% | −4,98% |

| Godina             | 2023 | 2024   |
| ------------------ | ---- | ------ |
| Nombre de persones | 323  | 324    |
| Diferència         |      | +0,30% |